# Psicologia jurídica
La psicologia jurídica és una àrea de treball i d'investigació especialitzada l'objecte de la qual és l'estudi del comportament dels actors jurídics en l'àmbit del dret, la llei i la Justícia. És una especialitat de la Psicologia que desenvolupa l'àmbit teòric, explicatiu i d'investigació, així com l'aplicació, l'avaluació i el tractament. És la més transversal de totes les branques de la psicologia i requereix coneixements de psicologia clínica, social, laboral i educativa.
Comprèn l'estudi, explicació, promoció, avaluació, prevenció i en el seu cas, assessorament i/o tractament d'aquells fenòmens cognitius, emocional, conductuals i relacionals que incideixen en el comportament legal de les persones, mitjançant la utilització de mètodes propis de la psicologia científica i cobrint, per tant, diferents àmbits i nivells d'estudi i intervenció:
- Psicologia forense.
- Psicologia aplicada als tribunals.
- Psicologia penitenciària.
- Psicologia de la delinqüència.
- Psicologia judicial (testimoni, jurat).
- Psicologia policial i de les forces armades.
- Victimologia.
- Mediació.